# Emperial Vinyl Presentation
Emperial Vinyl Presentation prvi je box set norveškog black metal-sastava Emperor. Diskografska kuća Candlelight Records objavila ga je 2001. godine.
Album sadrži pjesme s prvih triju studijskih albuma sastava, koncertnog albuma Emperial Live Ceremony i split-albuma Emperor / Wrath of the Tyrant, na kojem se nalaze pjesme s prvog EP-a Emperor i demoalbuma Wrath of the Tyrant. Također sadrži brošuru od osam stranica u kojoj se nalaze fotografije s koncerata i trodijelna biografija. Album je objavljen u 3000 primjeraka širom svijeta.

## Popis pjesama
| Emperor / Wrath of the Tyrant | Emperor / Wrath of the Tyrant           | Emperor / Wrath of the Tyrant | Emperor / Wrath of the Tyrant | Emperor / Wrath of the Tyrant | Emperor / Wrath of the Tyrant | Emperor / Wrath of the Tyrant | Emperor / Wrath of the Tyrant | Emperor / Wrath of the Tyrant | Emperor / Wrath of the Tyrant |
| Br.                           | Skladba                                 | Trajanje                      |                               |                               |                               |                               |                               |                               |                               |
| ----------------------------- | --------------------------------------- | ----------------------------- | ----------------------------- | ----------------------------- | ----------------------------- | ----------------------------- | ----------------------------- | ----------------------------- | ----------------------------- |
| 1.                            | »I Am the Black Wizards«                | 6.24                          |                               |                               |                               |                               |                               |                               |                               |
| 2.                            | »Wrath of the Tyrant«                   | 4:15                          |                               |                               |                               |                               |                               |                               |                               |
| 3.                            | »Night of the Graveless Souls«          | 3:14                          |                               |                               |                               |                               |                               |                               |                               |
| 4.                            | »Cosmic Keys to My Creations and Times« | 6:22                          |                               |                               |                               |                               |                               |                               |                               |
| 5.                            | »Introduction« (instrumental)           | 1:09                          |                               |                               |                               |                               |                               |                               |                               |
| 6.                            | »Ancient Queen«                         | 3:15                          |                               |                               |                               |                               |                               |                               |                               |
| 7.                            | »My Empire's Doom«                      | 4:31                          |                               |                               |                               |                               |                               |                               |                               |
| 8.                            | »Forgotten Centuries«                   | 2:49                          |                               |                               |                               |                               |                               |                               |                               |
| 9.                            | »Night of the Graveless Souls«          | 2:54                          |                               |                               |                               |                               |                               |                               |                               |
| 10.                           | »Moon over Kara-Shehr«                  | 4:23                          |                               |                               |                               |                               |                               |                               |                               |
| 11.                           | »Witches Sabbath«                       | 5:40                          |                               |                               |                               |                               |                               |                               |                               |
| 12.                           | »Lord of the Storms«                    | 2:08                          |                               |                               |                               |                               |                               |                               |                               |
| 13.                           | »Wrath of the Tyrant«                   | 3:56                          |                               |                               |                               |                               |                               |                               |                               |
| 50:47                         |                                         |                               |                               |                               |                               |                               |                               |                               |                               |

| In the Nightside Eclipse | In the Nightside Eclipse                       | In the Nightside Eclipse | In the Nightside Eclipse | In the Nightside Eclipse | In the Nightside Eclipse | In the Nightside Eclipse | In the Nightside Eclipse | In the Nightside Eclipse | In the Nightside Eclipse |
| Br.                      | Skladba                                        | Trajanje                 |                          |                          |                          |                          |                          |                          |                          |
| ------------------------ | ---------------------------------------------- | ------------------------ | ------------------------ | ------------------------ | ------------------------ | ------------------------ | ------------------------ | ------------------------ | ------------------------ |
| 1.                       | »Intro«                                        | 0:51                     |                          |                          |                          |                          |                          |                          |                          |
| 2.                       | »Into the Infinity of Thoughts«                | 8:15                     |                          |                          |                          |                          |                          |                          |                          |
| 3.                       | »The Burning Shadows of Silence«               | 5:36                     |                          |                          |                          |                          |                          |                          |                          |
| 4.                       | »Cosmic Keys to My Creations & Times«          | 6:06                     |                          |                          |                          |                          |                          |                          |                          |
| 5.                       | »Beyond the Great Vast Forest«                 | 6:01                     |                          |                          |                          |                          |                          |                          |                          |
| 6.                       | »Towards the Pantheon«                         | 5:57                     |                          |                          |                          |                          |                          |                          |                          |
| 7.                       | »The Majesty of the Nightsky«                  | 4:54                     |                          |                          |                          |                          |                          |                          |                          |
| 8.                       | »I Am the Black Wizards«                       | 6:01                     |                          |                          |                          |                          |                          |                          |                          |
| 9.                       | »Inno a Satana« (Talijanski za "Himna Sotoni") | 4:48                     |                          |                          |                          |                          |                          |                          |                          |
| 48:28                    |                                                |                          |                          |                          |                          |                          |                          |                          |                          |

| Anthems to the Welkin at Dusk | Anthems to the Welkin at Dusk     | Anthems to the Welkin at Dusk | Anthems to the Welkin at Dusk | Anthems to the Welkin at Dusk | Anthems to the Welkin at Dusk | Anthems to the Welkin at Dusk | Anthems to the Welkin at Dusk | Anthems to the Welkin at Dusk | Anthems to the Welkin at Dusk |
| Br.                           | Skladba                           | Trajanje                      |                               |                               |                               |                               |                               |                               |                               |
| ----------------------------- | --------------------------------- | ----------------------------- | ----------------------------- | ----------------------------- | ----------------------------- | ----------------------------- | ----------------------------- | ----------------------------- | ----------------------------- |
| 1.                            | »Alsvartr (The Oath)«             | 4:18                          |                               |                               |                               |                               |                               |                               |                               |
| 2.                            | »Ye Entrancemperium«              | 5:14                          |                               |                               |                               |                               |                               |                               |                               |
| 3.                            | »Thus Spake the Nightspirit«      | 4:30                          |                               |                               |                               |                               |                               |                               |                               |
| 4.                            | »Ensorcelled by Khaos«            | 6:39                          |                               |                               |                               |                               |                               |                               |                               |
| 5.                            | »The Loss and Curse of Reverence« | 6:09                          |                               |                               |                               |                               |                               |                               |                               |
| 6.                            | »The Acclamation of Bonds«        | 5:54                          |                               |                               |                               |                               |                               |                               |                               |
| 7.                            | »With Strength I Burn«            | 8:17                          |                               |                               |                               |                               |                               |                               |                               |
| 8.                            | »The Wanderer« (instrumental)     | 2:54                          |                               |                               |                               |                               |                               |                               |                               |
| 43:57                         |                                   |                               |                               |                               |                               |                               |                               |                               |                               |

| IX Equilibrium | IX Equilibrium                           | IX Equilibrium | IX Equilibrium | IX Equilibrium | IX Equilibrium | IX Equilibrium | IX Equilibrium | IX Equilibrium | IX Equilibrium |
| Br.            | Skladba                                  | Trajanje       |                |                |                |                |                |                |                |
| -------------- | ---------------------------------------- | -------------- | -------------- | -------------- | -------------- | -------------- | -------------- | -------------- | -------------- |
| 1.             | »Curse You All Men!«                     | 4:41           |                |                |                |                |                |                |                |
| 2.             | »Decrystallizing Reason«                 | 6:23           |                |                |                |                |                |                |                |
| 3.             | »An Elegy of Icaros«                     | 6:39           |                |                |                |                |                |                |                |
| 4.             | »The Source of Icon E«                   | 3:43           |                |                |                |                |                |                |                |
| 5.             | »Sworn«                                  | 4:30           |                |                |                |                |                |                |                |
| 6.             | »Nonus Aequilibrium«                     | 5:49           |                |                |                |                |                |                |                |
| 7.             | »The Warriors of Modern Death«           | 5:00           |                |                |                |                |                |                |                |
| 8.             | »Of Blindness & Subsequent Seers«        | 6:48           |                |                |                |                |                |                |                |
| 9.             | »Outro« (skrivena skladba; instrumental) | 0:28           |                |                |                |                |                |                |                |
| 43:33          |                                          |                |                |                |                |                |                |                |                |

| Emperial Live Ceremony | Emperial Live Ceremony         | Emperial Live Ceremony | Emperial Live Ceremony | Emperial Live Ceremony | Emperial Live Ceremony | Emperial Live Ceremony | Emperial Live Ceremony | Emperial Live Ceremony | Emperial Live Ceremony |
| Br.                    | Skladba                        | Trajanje               |                        |                        |                        |                        |                        |                        |                        |
| ---------------------- | ------------------------------ | ---------------------- | ---------------------- | ---------------------- | ---------------------- | ---------------------- | ---------------------- | ---------------------- | ---------------------- |
| 1.                     | »Curse You All Men!«           | 5:43                   |                        |                        |                        |                        |                        |                        |                        |
| 2.                     | »Thus Spake the Nightspirit«   | 4:25                   |                        |                        |                        |                        |                        |                        |                        |
| 3.                     | »I Am the Black Wizards«       | 5:34                   |                        |                        |                        |                        |                        |                        |                        |
| 4.                     | »An Elegy of Icaros«           | 6:11                   |                        |                        |                        |                        |                        |                        |                        |
| 5.                     | »With Strength I Burn«         | 7:48                   |                        |                        |                        |                        |                        |                        |                        |
| 6.                     | »Sworn«                        | 4:31                   |                        |                        |                        |                        |                        |                        |                        |
| 7.                     | »Night of the Graveless Souls« | 3:10                   |                        |                        |                        |                        |                        |                        |                        |
| 8.                     | »Inno a Satana«                | 5:07                   |                        |                        |                        |                        |                        |                        |                        |
| 9.                     | »Ye Entrancemperium«           | 6:09                   |                        |                        |                        |                        |                        |                        |                        |
| 48:38                  |                                |                        |                        |                        |                        |                        |                        |                        |                        |

## Zasluge
| Emperor - Ihsahn – vokal, gitara - Samoth – gitara, bubnjevi (CD 1 pjesme 1. – 4.) - Trym – bubnjevi (CD 3 - CD 5) - Alver – bas-gitara (CD 3) - Faust – bubnjevi (CD 1 pjesme 1. – 4., CD 2) | - Mortiis – bas-gitara (CD 1) - Tchort – bas-gitara (CD 2) - Tyr – bas-gitara (CD 5) - Charmand Grimloch – klavijature (CD 5) - Stephen O'Malley – grafički dizajn |